# Lavans-sur-Valouse
Lavans-sur-Valouse è un comune francese di 139 abitanti situato nel dipartimento del Giura nella regione della Borgogna-Franca Contea.

## Società

### Evoluzione demografica
Abitanti censiti